# Magdalena Kaczmarska
Magdalena Kaczmarska (ur. 14 lipca 1990 w Nisku) – polska koszykarka występująca na pozycjach rzucającej lub niskiej skrzydłowej.

## Osiągnięcia
Stan na 9 października 2019, na podstawie, o ile nie zaznaczono inaczej.
Drużynowe
- Mistrzyni Polski (2010)
- Wicemistrzyni Polski juniorek (2008)[2]
- Brązowa medalistka mistrzostw Polski (2015)
- Zdobywczyni pucharu Polski (2010, 2011)
- 2. miejsce w pucharze Polski (2012)
- Uczestniczka rozgrywek Euroligi (2009/2010 – TOP 16, 2010/2011 – 6. miejsce w grupie B, 2011/2012  – 7. miejsce w grupie A)

Indywidualne
- Zaliczona do I składu mistrzostw Polski juniorek (2008)[2]

Reprezentacja
- Uczestniczka mistrzostw Europy:
  - U–20 (2009 – 5. miejsce, 2010 – 9. miejsce)
  - U–18 (2008 – 8. miejsce)
  - U–16 (2006 – 6. miejsce)